# Marina Pilipenko
Marina Valerievna Pilipenko (en russe : Марина Валерьевна Пилипенко) est une ancienne joueuse de volley-ball russe née le 28 avril 1984 à Ivanovo. Elle mesure 1,86 m et jouait au poste de réceptionneuse-attaquante. 

## Clubs
| Club                    | De        | À         |
| ----------------------- | --------- | --------- |
| Iaroslavl TMZ           | 2000-2001 | 2004-2005 |
| Severstal Tcherepovets  | 2005-2006 | 2012-2013 |
| Khara Morin             | 2013-2014 | 2013-2014 |
| Hapoël Ironi Kiryat Ata | 2014-2015 | 2015-2016 |